# 岷江金丝梅
岷江金丝梅（学名：Hypericum henryi sp. uraloides）为藤黄科金丝桃属下的一个亚种。

## 扩展阅读
- 維基物種上的相關：岷江金丝梅